# 37
37 (XXXVII, na numeração romana) foi um ano comum do século I, do Calendário Juliano, da Era de Cristo, teve início a uma terça-feira e terminou também a uma terça-feira, e a sua letra dominical foi F.
| Ano completo                       |
| ---------------------------------- |
| Ano comum com início à terça-feira |

## Eventos
- Calígula torna-se Imperador de Roma (até 41).[1]

## Nascimentos
- 15 de Dezembro - Nero, Imperador romano[2]
- Josefo, historiador judeu[3]

## Mortes
- 16 de março - Tibério, Imperador romano[1] (n. 42 a.C.).
- 1 de maio - Antónia, a Jovem, filha mais nova de Marco António e Octávia (n. 36 a.C.).